# Dominio di Dedekind
In algebra astratta, un anello di Dedekind (o dominio di Dedekind) è una struttura algebrica che estende il concetto di fattorizzazione in numeri primi proprio dei numeri interi, e più in generale degli anelli: in un anello di Dedekind è possibile fattorizzare ciascun ideale nel prodotto di ideali primi. Il nome di questi anelli deriva da quello del matematico Richard Dedekind, che per primo utilizzò la definizione, anche se queste proprietà furono utilizzate già da Ernst Kummer nello studio del teorema di Fermat.

## Definizione formale
Un dominio d'integrità A è detto di Dedekind se possiede una delle seguenti proprietà equivalenti:
- ogni ideale non nullo è fattorizzabile in ideali primi;
- ogni ideale frazionario non nullo  (ovvero ogni A-modulo contenuto nel campo delle frazioni di A nella forma {\displaystyle d^{-1}I}, con I ideale di A e d elemento di A) è invertibile;
- A è noetheriano e, per ogni ideale massimale M, la localizzazione {\displaystyle A_{M}} è un anello a valutazione discreta, cioè è un anello locale e un dominio ad ideali principali;
- l'anello è noetheriano, integralmente chiuso, e ogni suo ideale primo non nullo è massimale (ovvero A ha dimensione 1).

L'ultima proprietà è di norma quella più semplice da provare.

## Esempi
L'esempio più noto di anello di Dedekind è anello {\displaystyle \mathbb {Z} } dei numeri interi, che è anche un dominio ad ideali principali (PID, Principal Ideal Domain); in generale ogni dominio ad ideali principali è anche di Dedekind.
Dato un campo K, l'anello dei polinomi {\displaystyle K[X]} a una variabile con coefficienti nel campo è di Dedekind; se K è un'estensione algebrica di grado finito dei numeri razionali, anche l'anello degli interi algebrici {\displaystyle {\mathcal {O}}_{K}} è di Dedekind.
Un'altra ampia categoria di anelli di Dedekind deriva dalla geometria algebrica: data una curva algebrica affine C non singolare, definita sul campo K, l'anello delle coordinate delle funzioni regolari {\displaystyle k[C]} è un dominio di Dedekind.
Alcuni degli esempi precedenti possono essere ricavati dal seguente teorema:
- se A è un dominio di Dedekind, K il suo campo delle frazioni e L/K un'estensione finita, allora la chiusura integrale di A in L è ancora un dominio di Dedekind.

Applicando il teorema con {\displaystyle A=\mathbb {Z} }, si ottiene la tesi per gli anelli degli interi di campi numerici; con {\displaystyle A=K[t]}, si ottiene il risultato per le curve affini.

## Proprietà di fattorizzazione

### Anelli di Dedekind e domini ad ideali principali
Le proprietà degli anelli di Dedekind sono strettamente legate a quelle degli anelli a ideali principali; come già indicato sopra, ogni PID è anche un anello di Dedekind, mentre non vale il viceversa: i PID coincidono costituiscono in effetti il sottoinsieme degli anelli di Dedekind che sono anche a fattorizzazione unica.
Gli anelli di Dedekind sono in genere preferiti dagli studiosi di algebra, in quanto permettono di caratterizzare meglio altre strutture algebriche; ad esempio tutti gli anelli degli interi {\displaystyle {\mathcal {O}}_{K}} su un campo di numeri K sono di Dedekind, mentre non tutti sono dei PID.

### Gruppo delle classi
In un dominio di Dedekind, poiché tutti gli ideali frazionari non nulli sono invertibili, il loro insieme forma un gruppo (denotato con {\displaystyle Frac(A)}) rispetto al prodotto di moduli {\displaystyle IJ=\left\{\sum _{k=1}^{n}i_{k}j_{k}|i_{k}\in I,j_{k}\in J\right\}}; generalizzando la fattorizzazione degli ideali propri agli ideali frazionari, inoltre, è inoltre possibile vedere che questo è un gruppo abeliano libero generato dagli ideali primi.
Questo gruppo, è tuttavia troppo grande per essere utile: si definisce quindi il gruppo delle classi (o gruppo delle classi di ideali) di A come il gruppo quoziente {\displaystyle Frac(A)/P(A)}, dove {\displaystyle P(A)} indica il sottogruppo degli ideali principali di A. Dalla definizione è immediato osservare che il gruppo delle classi è banale (ovvero formato solo dall'elemento neutro) se e solo se A è ad ideali principali o, equivalentemente, a fattorizzazione unica: il gruppo delle classi può essere quindi pensato come un modo di misurare quanto un dominio di Dedekind si allontana dall'essere a fattorizzazione unica. Ad esempio, se {\displaystyle A} è la chiusura integrale di {\displaystyle \mathbb {Z} } in un'estensione finita di {\displaystyle \mathbb {Q} }, allora il gruppo delle classi ha esattamente due elementi se e solo se {\displaystyle A} non è a fattorizzazione unica, ma le fattorizzazioni in irriducibili di un dato elemento hanno tutte lo stesso numero di elementi. (Tale caratterizzazione, tuttavia, non vale nel caso di arbitrari domini di Dedekind.)
Ogni gruppo abeliano è il gruppo delle classi di un dominio di Dedekind, come dimostrato da Luther Claborn nel 1966. Nel caso particolare di anelli di interi algebrici, il gruppo delle classi è sempre finito.

## Anelli di Dedekind e anelli locali
Per un anello noetheriano, la proprietà di essere di Dedekind viene trasmessa anche a tutte le sue localizzazioni rispetto a ideali massimali; queste localizzazioni sono a valutazione discreta e hanno quindi una struttura molto semplice. Gli anelli di Dedekind possono essere visti quindi come una globalizzazione degli anelli a valutazione discreta, così come i domini di Prüfer sono una versione globale degli anelli di valutazione.
Nel caso generale (ovvero ammettendo anche anelli non noetheriani) esistono tuttavia anelli che non sono globalmente di Dedekind, ma lo sono localmente (ovvero, ogni loro localizzazione rispetto ad un ideale massimale è a valutazione discreta). In alcuni casi questi anelli vengono detti quasi di Dedekind.